# Fußball-Weltmeisterschaft 1934/Tschechoslowakei
Dieser Artikel behandelt die tschechoslowakische Fußballnationalmannschaft bei der Fußball-Weltmeisterschaft 1934.

## Qualifikation
Die Tschechoslowakei musste in der WM-Qualifikation gegen Polen antreten. Das Hinspiel am 15. Oktober 1933 in Warschau gewannen die Tschechoslowaken nach Toren durch Josef Silný und František Pelcner beim zwischenzeitlichen Ausgleich durch Henryk Martyna per Handelfmeter mit 2:1. Das Rückspiel war für den 15. April 1934 in Prag angesetzt, doch die Polen zogen sich aus politischen Gründen zurück, wodurch die Tschechoslowakei für die Endrunde qualifiziert war.
| Datum      |                  | Ergebnis  |                  | Ort      |
| ---------- | ---------------- | --------- | ---------------- | -------- |
| 15.10.1933 | Polen            | 1:2 (0:1) | Tschechoslowakei | Warschau |
| 15.04.1934 | Tschechoslowakei | 12:0 1    | Polen            | Prag     |
| Gesamt:    | Polen            | 1:4       | Tschechoslowakei |          |

## Aufgebot
| Nummer / Name | Nummer / Name      | Damaliger Verein | Geburtstag | Länderspiele |
| Torhüter      | Torhüter           | Torhüter         | Torhüter   | Torhüter     |
| ------------- | ------------------ | ---------------- | ---------- | ------------ |
|               | Ehrenfried Patzel  | Teplitzer FK     | 02.12.1914 |              |
|               | František Plánička | Slavia Prag      | 02.07.1904 |              |
| Abwehr        |                    |                  |            |              |
|               | Jaroslav Burgr     | Sparta Prag      | 07.03.1906 |              |
|               | Josef Čtyřoký      | Sparta Prag      | 30.09.1906 |              |
|               | Ladislav Ženíšek   | Slavia Prag      | 07.03.1904 |              |
| Mittelfeld    |                    |                  |            |              |
|               | Jaroslav Bouček    | Sparta Prag      | 13.11.1912 |              |
|               | Štefan Čambal      | Slavia Prag      | 17.12.1908 |              |
|               | Josef Košťálek     | Sparta Prag      | 31.08.1909 |              |
|               | Rudolf Krčil       | Slavia Prag      | 05.06.1906 |              |
|               | Antonín Vodička    | Slavia Prag      | 01.03.1907 |              |
| Angriff       |                    |                  |            |              |
|               | František Junek    | Slavia Prag      | 17.01.1907 |              |
|               | Géza Kalocsay      | Sparta Prag      | 30.05.1913 |              |
|               | Vlastimil Kopecký  | Slavia Prag      | 14.10.1912 |              |
|               | Oldřich Nejedlý    | Sparta Prag      | 25.12.1909 |              |
|               | Antonín Puč        | Slavia Prag      | 16.05.1907 |              |
|               | Josef Silný        | SC Nîmes         | 23.01.1902 |              |
|               | Jiří Sobotka       | Slavia Prag      | 06.07.1911 |              |
|               | František Svoboda  | Slavia Prag      | 05.08.1906 |              |
| Trainer       |                    |                  |            |              |
|               | Karel Petrů        |                  | 24.11.1891 |              |

Auf Abruf standen bereit: Adolf Šimperský (Slavia Prag, Mittelfeld), Erich Srbek (Sparta Prag, Mittelfeld) und František Šterc (SK Židenice, Angriff).

## Spiele der tschechoslowakischen Mannschaft

### Achtelfinale
| 9.000 | Stadio Littorio (Triest) | Tschechoslowakei | Rumänien | John Langenus (Belgien) | 2:1 (0:1) | 0:1 Dobay (11.) 1:1 Puč (50.) 2:1 Nejedlý (67.) |

Rumänien ging durch Dobay bereits in der 11. Spielminute in Führung. In der zweiten Halbzeit spielte die Tschechoslowakei nun mit dem Wind und kam durch Puč früh zum Ausgleich. In der 67. Minute zog Nejedlý aus 25 Metern ab und erzielte den Siegtreffer für die favorisierten Tschechoslowaken.

### Viertelfinale
| 12.000 | Stadio Municipale Benito Mussolini (Turin) | Tschechoslowakei | Schweiz | Alois Beranek (Österreich) | 3:2 (1:1) | 0:1 Kielholz (18.) 1:1 Svoboda (24.) 2:1 Svoboda (49.) 2:2 Jäggi (78.) 3:2 Nejedlý (82.) |

Kielholz brachte die Schweiz in der 18. Minute in Führung, doch die Tschechoslowakei konnte durch Svoboda schnell antworten. Im zweiten Spielabschnitt erzielte Svoboda früh das zweite Tor, doch Jäggi glich in der 78. Minute aus. Wie schon im Achtelfinale war es Nejedlý, der den tschechoslowakischen Siegtreffer erzielte.

### Halbfinale
| 15.000 | Stadio Nazionale del Partito Nazionale Fascista (Rom) | Tschechoslowakei | Deutsches Reich | Rinaldo Barlassina (Italien) | 3:1 (1:0) | 1:0 Nejedlý (21.) 1:1 Noack (62.) 2:1 Nejedlý (69.) 3:1 Nejedlý (80.) |

Nejedlý, der in diesem Spiel drei Treffer erzielte, besiegte die Deutschen fast im Alleingang. Auch der zwischenzeitliche Ausgleich durch Noack konnte an der Überlegenheit der Tschechoslowaken nichts ändern.

### Finale
| 50.000 | Stadio Nazionale del Partito Nazionale Fascista (Rom) | Italien | Tschechoslowakei | Ivan Eklind (Schweden) | 2:1 n. V. (1:1, 0:0) | 0:1 Puč (76.) 1:1 Orsi (81.) 2:1 Schiavio (95.) |

Die Italiener profitierten auch im Finale von der Schiedsrichterleistung. Der schwedische Unparteiische Ivan Eklind – der sich bereits in der Halbfinalpartie Österreich gegen Italien „ausgezeichnet“ hatte – war in der zweiten Hälfte dem teilweise überharten Spiel der Italiener gegenüber nachsichtig und verzichtete auf fällige Feldverweise. Dennoch gelang den Tschechoslowaken Mitte der zweiten Halbzeit durch Puč der Führungstreffer. In der 81. Minute gelang Orsi der Ausgleich. In der Verlängerung behielt Italien die Oberhand und gewann die Fußballweltmeisterschaft 1934.